# Sankt Georgsmästaren
Sankt Georgsmästaren var en anonym skånsk kalkmålare som var verksam under 1430 till 1440-talet. Han har fått sitt namn från Sankt Georgekapellet i Lunds domkyrka, som var ärkebiskop Peder Lykkes kapell, där han anses av vissa ha utfört kalkmålningar. Han har även utfört kalkmålningar i den medeltida Västra Sallerups kyrka i Skåne. Kopplingen mellan dessa två kyrkomålningar anses enligt vissa forskare vara tveksam.
Sankt Georgsmästaren målade i det som kallas för sköna stilen, som var mode i Europa vid denna tid. Att han var välutbildad i målningskonsten syns på linjeföringen på Marie Himmelskröningsbilden i Västra Sallerups kyrkas långhus.

## Kyrkor smyckade av Sankt Georgsmästaren
- Lunds domkyrka, Sankt Georgekapellet
- Västra Sallerups kyrka